# Exogenesis: Symphony
Exogenesis: Symphony è un singolo del gruppo musicale britannico Muse, pubblicato il 17 aprile 2010 come quarto estratto dal quinto album in studio The Resistance.

## Pubblicazione
In occasione del Record Store Day, i Muse hanno annunciato la pubblicazione delle tre parti di Exogenesis: Symphony nel formato vinile e in un numero limitato di 2000 copie solo negli Stati Uniti d'America. Più tardi, il gruppo annunciò che altre 500 copie sarebbero state rese disponibili anche per il Regno Unito. Dopo appena tre giorni dalla notizia le 500 copie disponibili sono state esaurite.

## Video musicale
Il 31 ottobre 2012 è stato pubblicato un videoclip animato di Exogenesis: Symphony Part 3 (Redemption), creato dall'artista giapponese Tekken.

## Tracce
- Lato A

1. Exogenesis: Symphony (Parts 1-3) – 12:51

- Lato B

1. Uprising (Live from Teignmouth) – 5:37
2. Resistance (Live from Lisbon) – 5:36

## Formazione
Gruppo
- Matthew Bellamy – voce, chitarra, tastiera, sintetizzatore, programmazione, arrangiamenti orchestrali
- Chris Wolstenholme – basso, voce
- Dominic Howard – batteria, percussioni, sintetizzatore, programmazione

Altri musicisti
- Audrey Riley – conduzione orchestra
- Edoardo De Angelis – primo violino
- Silvia Catasta's Edodea Ensemble – orchestra

Produzione
- Muse – produzione
- Adrian Bushby – ingegneria del suono
- Paul Reeve – produzione vocale aggiuntiva
- Tommaso Colliva – ingegneria aggiuntiva
- Mark "Spike" Stent – missaggio
- Matthew Green – assistenza missaggio
- Ted Jensen – mastering